# Ce qui reste de nos vies
Ce qui reste de nos vies (titre original en hébreu : שארית החיים) est un roman de la femme de lettres israélienne Zeruya Shalev paru originellement en 2011 aux éditions Keter[réf. nécessaire].
Le roman, traduit en français, paraît le 4 septembre 2014 aux éditions Gallimard et en 2016 en version de poche dans la collection Folio. Il reçoit le 3 novembre 2014 le prix Femina étranger.

## Résumé
Hemda Horowitch vit ses derniers jours et  allongée sur  son lit  regarde en arrière sur sa vie. Elle pense à son enfance au kibboutz, à son mariage et à ses deux enfants,  à son fils Avner qu'elle aimait trop et  à sa fille Dina qu'elle n'aimait  pas assez. Son fils  est devenu avocat  de gauche qui défend Bédouins et Palestiniens mais  le succès ne peut pas le délivrer de sa profonde amertume. 
Sa fille Dina, professeure à l'université donne tout son amour et son attention à sa fille adolescente Nitzane qui  s'éloigne de plus en plus d'elle. Dina a un désir puissant d'adopter un enfant et de tout recommencer à zéro malgré la résistance de son mari Amos.

## Réception critique
Zeruya Shalev écrit sur les relations entre parents et enfants, sur la colère, sur la déception et sur la nostalgie, sur les blessures de l'amour et sur  la façon dont les liens familiaux se révèlent plus forts et plus constants que tous les désirs.  